# Josh Wolff
Joshua David Wolff (Stone Mountain, 25 de fevereiro de 1977) é um ex-futebolista norte-americano. Seu último clube foi o D.C. United.

## Carreira
Wolff começou no Chicago Fire, e logo em sua primeira temporada conseguiu uma marca recorde: marcou oito gols em 14 partidas. O feito ganha maiores dimensões ao computar-se o fato de que ele foi titular em apenas quatro destes jogos.
Wolff jogou mais quarto temporadas pelo Chicago Fire, e marcou 24 gols no total. Foi considerado um dos atacantes mais perigosos da divisão profissional do futebol norte-americano, mas também um dos que mais se machucam.
Em 2003, o Chicago se desfez de Josh Wolff, cedendo o atacante ao Kansas City Wizards sem custo algum, e promoveu Nate Jaqua no ataque do time. Em sua primeira temporada na nova equipe, Wolff foi prejudicado por seguidas contusões e acabou tendo poucas chances de jogar.
No entanto, em 2004 o atacante deu a volta por cima e fez uma temporada muito produtiva, marcando dez gols no torneio nacional. No ano seguinte, manteve a regularidade e voltou a marcar dez gols na MLS.

## Seleção
Pela seleção principal dos Estados Unidos, Wolff marcou sete gols em 25 partidas desde sua primeira convocação, em setembro de 1999 contra a Jamaica. Foi dele o passe para o primeiro gol dos Estados Unidos no México, pelas oitavas-de-final da Copa de 2002.
Wolff participou regularmente das eliminatórias e dos últimos amistosos, mas assim como em seus clubes, lutou contra os problemas de contusão para garantir uma vaga no grupo do técnico Bruce Arena.
Em 28 de novembro de 2012, Wolff anunciou sua aposentadoria.
Na Copa do Mundo, o atacante teve uma atuação discreta e participou apenas dos 15min finais na derrota para a República Tcheca por 3 a 0 na estréia.